# مارتينا بريميني
مارتينا بريميني (مواليد 29 ديسمبر 1982) هي لاعبة جمباز فنية إيطالية سابقة. شاركت في الألعاب الأولمبية الصيفية لعام 2000. 